# Macchi M.16
Il Macchi M.16 era un monomotore biplano da turismo prodotto dall'azienda aeronautica italiana Aeronautica Macchi tra la fine degli anni dieci e l'inizio degli anni venti del XX secolo.
Realizzato in piccola serie e destinato al mercato dell'aviazione civile venne sviluppato parallelamente al biposto Macchi M.20 destinato alla formazione dei piloti.

## Storia
Al termine della prima guerra mondiale, venendo meno le esigenze di produzione bellica, l'allora Società Anonima Nieuport-Macchi fu costretta a ridurre drasticamente la propria forza lavoro. Gli anni successivi resero quindi necessaria una riqualificazione della produzione esplorando l'opportunità di proporre nuovi modelli al mercato dell'aviazione civile.
L'occasione fu una specifica emanata nel settembre 1919 dalla Lega Aerea Nazionale in cui si richiedeva un velivolo in grado di soddisfare le esigenze dell'aviazione leggera da diporto, tra cui un peso contenuto, ridotti costi di gestione e la possibilità di operare da piste non preparate. L'ufficio tecnico Macchi, allora affidato alla direzione dell'ingegnere Alessandro Tonini, iniziò lo sviluppo di due nuovi modelli, che assunsero la designazione M.16, quello destinato all'aviazione da diporto, ed M.20, predisposto per i doppi comandi ed utilizzabile per l'addestramento; avevano una comune origine e mantenevano un'identica impostazione: monomotori con velatura biplana e carrello fisso con carreggiata stretta.

### Sviluppo
L'M.16 condivise lo sviluppo del suo omologo biposto. Progettato per avere dimensioni contenute ed un ridotto peso a vuoto, era realizzato con una struttura completamente lignea rivestita di pannelli in legno e tela trattata. Anche la motorizzazione era rapportata alle esigenze del velivolo e si basava su un radiale tricilindrico Anzani di bassa potenza.
Il modello, che per le sue caratteristiche rientrava nella categoria dei velivoli sportivi di piccola potenza, era pubblicizzato con il soprannome di "motocicletta del cielo".
L'M.16, nonostante la disponibilità di velivoli di provenienza militare e dismessi dopo il termine della Grande Guerra, riuscì a raggiungere un discreto successo commerciale riuscendo ad ottenere contratti per oltre 20 esemplari, con acquirenti anche negli Stati Uniti d'America. Tra questi ultimi figurano anche 3 esemplari acquisiti dalla United States Navy, la marina militare statunitense, che intendeva impiegarli come ricognitori imbarcati.

## Descrizione tecnica
L'M.16 era un velivolo dall'impostazione per l'epoca classica: monomotore monoposto con velatura biplana e carrello fisso.
La fusoliera, profonda e di sezione rettangolare, era caratterizzata dalla costruzione con elementi strutturali in legno ricoperta da pannelli dello stesso elemento, dotata di un unico abitacolo incassato nella struttura. Posteriormente terminava in un impennaggio classico monoderiva.
La configurazione alare era biplana, con l'ala inferiore, posizionata bassa sulla fusoliera, collegata alla superiore, posizionata alta a parasole, da una coppia di montanti per lato integrati da tiranti in cavetto d'acciaio.
Il carrello d'atterraggio era un semplice biciclo anteriore fisso ed ammortizzato, equipaggiato con ruote di grande diametro, integrato posteriormente da un pattino d'appoggio ammortizzato.
La propulsione era affidata ad un motore a bassa potenza, o l'Anzani 3Y, un radiale a tre cilindri, o un ABC Gnat II, bicilindrico boxer, entrambi raffreddati ad aria, posizionato all'apice anteriore della fusoliera ed abbinato ad un'elica a due pale a passo fisso.

## Versioni
M.16
versione principale e la prima avviata alla produzione, equipaggiata con un motore radiale Anzani a tre cilindri da 30-35 CV.
M.16idro
versione idrovolante a scarponi dell'M.16.
M.16G
versione equipaggiata con un più potente motore bicilindrico boxer ABC Gnat II da 40 hp.

## Utilizzatori
Italia
- Utilizzatori privati

 Stati Uniti
- United States Navy

operò con tre esemplari convertiti in idrovolanti.